# Banca Generali
Die Banca Generali S.p.A. ist ein italienisches Finanzdienstleistungsunternehmen mit Sitz in Triest, das in den Bereichen Private Banking, Vermögensverwaltung, Finanzberatung und Treuhandlösungen tätig ist.
Das Kreditinstitut ist eine Tochtergesellschaft der Assicurazioni Generali und an der Borsa Italiana im FTSE Italia Mid Cap gelistet.

## Aktionärsstruktur
(Stand: Juli 2025)
- Assicurazioni Generali: 50,17 %
- Streubesitz: 49,83 %